# Episodi di CHiPs (seconda stagione)
La seconda stagione della serie televisiva CHiPs, composta da 23 episodi, è stata trasmessa negli Stati Uniti sul canale NBC dal 16 settembre 1978 al 12 maggio 1979.
Ai personaggi regolari della prima stagione si aggiungono l'agente Sindy Cahill e il meccanico Harlan.
La musica della sigla cambia, diventando più veloce e meno jazzata. La nuova versione della sigla di John Parker, come pure la musica dei titoli di coda, fu arrangiata da Alan Silvestri. A partire dal primo episodio di questa stagione in totale furono 108 gli episodi musicati da Silvestri nei 6 anni fra il 16 settembre 1978 ed il 6 febbraio 1983, su di un totale di 139 episodi di tutta la serie.
| Nº | Titolo originale                 | Titolo italiano                   | Prima TV          | Prima TV Italia |
| -- | -------------------------------- | --------------------------------- | ----------------- | --------------- |
| 1  | Peaks and Valleys                | Alti e bassi                      | 16 settembre 1978 |                 |
| 2  | The Volunteers                   | Una questione di codici           | 23 settembre 1978 |                 |
| 3  | Family Crisis                    | Crisi in famiglia                 | 30 settembre 1978 |                 |
| 4  | Disaster Squad                   | Un centauro in erba               | 7 ottobre 1978    |                 |
| 5  | Neighborhood Watch               | Il quartiere                      | 14 ottobre 1978   |                 |
| 6  | Trick or Trick                   | La notte dei folletti             | 21 ottobre 1978   |                 |
| 7  | High Flyer                       | Volando ad alta quota             | 4 novembre 1978   |                 |
| 8  | The Grudge                       | Il risentimento                   | 11 novembre 1978  |                 |
| 9  | The Sheik                        | Lo sceicco                        | 18 novembre 1978  |                 |
| 10 | Return of the Turks              | I diavoli del volante             | 25 novembre 1978  |                 |
| 11 | Supercycle                       | La supermoto                      | 2 dicembre 1978   |                 |
| 12 | High Explosive                   | Un caso di emergenza              | 9 dicembre 1978   |                 |
| 13 | Down Time                        | Un periodo di riposo              | 16 dicembre 1978  |                 |
| 14 | Repo Man                         | Il truffatore                     | 6 gennaio 1979    |                 |
| 15 | Mait Team                        | Squadra speciale                  | 13 gennaio 1979   |                 |
| 16 | Pressure Point                   | Il ricatto                        | 20 gennaio 1979   |                 |
| 17 | The Matchmakers                  | Agenti matrimoniali               | 27 gennaio 1979   |                 |
| 18 | Rally 'Round the Bank            | Rally intorno alla banca          | 3 febbraio 1979   |                 |
| 19 | Bio-Rhythms                      | I bioritmi                        | 17 febbraio 1979  |                 |
| 20 | Quarantine                       | La quarantena                     | 24 febbraio 1979  |                 |
| 21 | CHP-BMX                          | Biciclette per i Chips            | 3 marzo 1979      |                 |
| 22 | Ride the Whirlwind               | Guida sulle dune                  | 10 marzo 1979     |                 |
| 23 | The Greatest Adventures of CHiPs | Le più grandi avventure dei Chips | 12 maggio 1979    |                 |

## Alti e bassi
- Titolo originale: Peaks and Valleys
- Diretto da: Phil Bondelli
- Scritto da:  Rudolph Borchert

### Trama
In centrale arriva un nuovo meccanico, Harlan Arliss. Ponch e Jon sono accusati di aver spostato impropriamente una vittima di un incidente. Jon incontra un vecchio amico che cerca di convincerlo che ci sono lavori migliori degli ufficiali della CHP.

## Una questione di codici
- Titolo originale: The Volunteers
- Diretto da: John Florea
- Scritto da: Arthur Marks

### Trama
Jon e Ponch devono svolgere un duro e pericoloso lavoro: scortare un convoglio di camion che trasportano gas di cloro estremamente nocivo per la salute.

## Crisi in famiglia
- Titolo originale: Family Crisis
- Diretto da: Phil Bondelli
- Scritto da: William D. Gordon e James Doherty

### Trama
Jon arresta suo nipote dopo aver scoperto che lui e i suoi amici sono coinvolti in un giro di auto rubate (non per rivenderle, ma per puro divertimento).

## Un centauro in erba
- Titolo originale: Disaster Squad
- Diretto da: Gordon Hessler
- Scritto da: Max Hodge

### Trama
Un telegiornale mette in cattiva luce l'intero reparto del CHP, rigirando a loro favore delle immagini dove Ponch e Jon arrestano dei malviventi.

## Il quartiere
- Titolo originale: Neighborhood Watch
- Diretto da: Phil Bondelli
- Scritto da: L. Ford Neale e John Huff

### Trama
Un gruppo di ragazzi sullo skateboard mettono in difficoltà i guidatori sulla strada.

## La notte dei folletti
- Titolo originale: Trick or Trick
- Diretto da: Phil Bondelli
- Scritto da: James Schmerer

### Trama
Dopo aver fermato un furgone che trasportava 13 gatti neri per Halloween, Ponch trascorre un intero giorno perseguitato dalla sfortuna.

## Volando ad alta quota
- Titolo originale: High Flyer
- Diretto da: Gordon Hessler
- Scritto da: James Schmerer

### Trama
Ponch prova a superare la sua paura di volare.

## Il risentimento
- Titolo originale: The Grudge
- Diretto da: John Florea
- Scritto da: Richard B. Mittleman

### Trama
Dopo essere stati arrestati per droga, cinque fratelli della bgand "Alpha Alpha Omega" escogitano un piano per vendicarsi degli agenti.

## Lo sceicco
- Titolo originale: The Sheik
- Diretto da: Phil Bondelli
- Scritto da: Jerry Thomas

### Trama
Jon e Ponch sono frustrati dal fatto che una immunità diplomatica protegge un autista spericolato (uno sceicco).

## I diavoli del volante
- Titolo originale: Return of the Turks
- Diretto da: Barry Crane
- Scritto da: Stephen Lord

### Trama
Un autista spericolato in autostrada mette in pericolo la vita dei guidatori.

## La supermoto
- Titolo originale: Supercycle
- Diretto da: Phil Bondelli
- Scritto da: William D. Gordon e James Doherty

### Trama
Dei motociclisti spericolati si aggirano sull'autostrada, allora Harlan crea per Poncherello una "supermoto".

## Un caso di emergenza
- Titolo originale: High Explosive
- Diretto da: Barry Crane
- Scritto da: William D. Gordon e James Doherty

### Trama
Dopo aver perso il suo lavoro come autista, un uomo ruba un'ambulanza e la riempie con della dinamite.

## Un periodo di riposo
- Titolo originale: Down Time
- Diretto da: John Florea
- Scritto da: Richard B. Mittleman

### Trama
Le vacanze di Ponch sono rovinate quando un gruppo di ladri d'auto rubano la sua Firebird.

## Il truffatore
- Titolo originale: Repo Man
- Diretto da: Alex Grasshoff
- Scritto da: Rudolph Borchert

### Trama
L'eroismo di Jon lo rende una celebrità locale.

## Squadra speciale
- Titolo originale: Mait Team
- Diretto da: John Florea
- Scritto da: William D. Gordon, James Doherty e George Zateslo

### Trama
L'Ufficiale Sindy Cahill è coinvolto in un incidente che coinvolge quasi una dozzina di vite. Jon e Ponch aderiscono al Major Accident Investigation Team per scoprire cosa sia davvero successo.

## Il ricatto
- Titolo originale: Pressure Point
- Diretto da: Phil Bondelli
- Scritto da: Paul Robert Coyle

### Trama
Un ricco uomo d'affari e sua nipote diventano il bersaglio di una società di sicurezza senza scrupoli. Ponch e Jon sono incaricati di sorvegliare le loro vite.

## Agenti matrimoniali
- Titolo originale: The Matchmakers
- Diretto da: Harvey Laidman
- Scritto da: L. Ford Neale e John Huff

### Trama
Jon e Ponch inseguono un'auto che a velocità folle sfreccia sulla Highway. Al volante c'è una donna la cui corsa finisce in un laghetto.

## Rally intorno alla banca
- Titolo originale: Rally 'Round the Bank
- Diretto da: Barry Crane
- Scritto da: Lee H. Grant

### Trama
Una serie di furti ad uno sportello bancario stanno facendo perdere la pazienza ai Chips. In seguito, Ponch riceve la visita inaspettata di sua madre.

## I bioritmi
- Titolo originale: Bio-Rhythms
- Diretto da: Don Weis
- Scritto da: James Schmerer

### Trama
Sindy ha una nuova occupazione: elaborare tabelle di bioritmi per tutti gli agenti. Intanto, Robbie Davis è nuovamente finito nei guai. I chips devono aiutarlo.

## La quarantena
- Titolo originale: Quarantine
- Diretto da: Harvey Laidman
- Scritto da: Rudolph Borchert

### Trama
Il quartier generale della centrale viene messo in quarantena, dopo che un ragazzo ha contratto una misteriosa malattia. Adesso si indaga sul suo passato.

## Biciclette per i Chips
- Titolo originale: CHP-BMX
- Diretto da: John Florea
- Scritto da: Richard B. Mittleman

### Trama
Mentre Jon e Sindy allenano un team giovanile di mountain biker, il figlio di Getraer ha un incidente. Ponch si prende cura di un ragazzo difficile.

## Guida sulle dune
- Titolo originale: Ride the Whirlwind
- Diretto da: Larry Wilcox
- Scritto da: Stephen Lord

### Trama
Sindy, Jon e Ponch vengono incaricati di rintracciare un gruppo di bikers, spericolati fuorilegge, che seminano la paura lungo le spiagge litoranee.

## Le più grandi avventure dei Chips
- Titolo originale: The Greatest Adventures of CHiPs
- Diretto da: Don Weis
- Scritto da: L. Ford Neale, John Huff

### Trama
Jon e Ponch sono via a Bakersfield. Sarge e i loro colleghi del CHP fanno una festa in centrale per ricordare gli anni passati insieme. I due eroi sono poi onorati con un premio speciale.